# Ernst Menzi
Ernst Menzi (* 2. März 1897 in Herisau; † 18. Juli 1984 in St. Gallen) war ein Schweizer Unternehmer.
Ab 1928 war er Bürstenmacher, zuerst in Birsfelden, ab 1933 in Diepoldsau. Nach dem Zweiten Weltkrieg gründete er die Räder- und Achsenfabrik Menzi AG in Widnau, die 1966 den weltweit ersten Schreitbagger «Menzi Muck» produzierte.